# Devyn Marble
Roy Devyn Marble (ur. 21 września 1992 w Southfield) – amerykański koszykarz, występujący na pozycji rzucającego obrońcy lub niskiego skrzydłowego, aktualnie zawodnik Hapoelu Gelil Eljon.
15 lipca 2016 został wysłany wraz z wyborem II rundy draftu 2020 do Los Angeles Clippers, w zamian za C.J. Wilcoxa oraz zobowiązania gotówkowe. Niedługo potem został zwolniony przez klub z Los Angeles.
22 stycznia 2020 został zawodnikiem włoskiego Virtusu Segafredo Bolonia.
23 października 2021 został zawodnikiem polskiego MKS-u Dąbrowa Górnicza. 7 marca 2022 przeszedł do Zastalu Enea BC Zielona Góra. 19 lipca 2022 dołączył do Legii Warszawa. 9 stycznia 2023 zawarł umowę z izraelskim Hapoelem Gelil Eljon.

## Osiągnięcia
Stan na 10 lutego 2023, na podstawie, o ile nie zaznaczono inaczej.
NCAA
- Uczestnik turnieju NCAA (2014)
- Zaliczony do:
  - I składu:
    - Big Ten (2014)
    - turnieju:
      - National Invitation (2013)
      - Battle 4 Atlantis (2014)
      - Cancun Challenge Riviera Division (2013)

  - III składu Big Ten (2013)
  - składu All-Big Ten Honorable Mention (2013)

Drużynowe
- Wicemistrz Włoch (2017)

Indywidualne
- MVP miesiąca EBL (grudzień 2021)[8]
- Zaliczony do I składu kolejki EBL (11, 15, 16, 29 – 2021/2022, 4, 6, 10 – 2022/2023)[9][10][11][12][13][14][15]